# 17785 Wesleyfuller
17785 Wesleyfuller è un asteroide della fascia principale. Scoperto nel 1998, presenta un'orbita caratterizzata da un semiasse maggiore pari a 2,2231873 UA e da un'eccentricità di 0,1563445, inclinata di 4,81765° rispetto all'eclittica.